# Castelmaurou
Castelmaurou – miejscowość i gmina we Francji, w regionie Oksytania, w departamencie Górna Garonna.
Według danych na rok 1990 gminę zamieszkiwało 2849 osób, a gęstość zaludnienia wynosiła 170 osób/km² (wśród 3020 gmin regionu Midi-Pireneje Castelmaurou plasuje się na 120. miejscu pod względem liczby ludności, natomiast pod względem powierzchni na miejscu 684.).